# 기타지마 요시오
기타지마 요시오(일본어: 北島 義生, 1975년 10월 29일~)는 일본의 전 축구 선수이다.

## 구단 경력
과거 오이타 트리니티, 미토 홀리호크, 방포레 고후, 쇼난 벨마레에서 활동하였다.